# AMQP
AMQP(Advanced Message Queuing Protocol, 어드밴스트 메시지 큐잉 프로토콜)는 메시지 지향 미들웨어를 위한 개방형 표준 응용 계층 프로토콜이다. AMQP의 정의 기능들은 메시지 지향, 큐잉, 라우팅(P2P 및 발행-구독), 신뢰성, 보안이다.
AMQP는 메시징 제공자와 클라이언트의 동작에 대해 각기 다른 벤더들의 구현체가 상호 운용될 수 있는 정도로까지 권한을 주며, 이는 SMTP, HTTP, FTP 등이 상호 운용이 가능한 시스템을 만든다는 점에서 동일하다. 과거의 미들웨어 표준들은 API 레벨(예: JMS)에서 등장하였으며 여러 구현체 간 상호 운용성을 제공하지 않고 각기 다른 미들웨어 구현체와의 프로그래머 통신을 표준화하는데 초점을 두었다. API, 그리고 메시징 구현체가 제공해야 하는 행위의 모임을 정의하는 JMS와는 달리 AMQP는 와이어 레벨 프로토콜이다. 와이어 레벨 프로토콜은 바이트 스트림으로 네트워크를 경유하며 송신되는 데이터의 형식을 기술한다. 그러므로 이러한 데이터 형식을 따르는 메시지를 만들고 해석할 수 있는 도구라면 구현 언어에 관계 없이 다른 호환 도구와 상호 운용이 가능하다.

## 역사
AMQP의 아이디어는 2003년 런던 JP모간 체이스의 John O'Hara에 의해 추진되었다.

## 같이 보기
- P2P
- 메시지 큐
- 메시지 큐잉 서비스